# Bruno Alves
Bruno Eduardo Regufe Alves (nascut el 27 de novembre de 1981) és un ex jugador professional de futbol portuguès que jugava com a defensa central. Va ser internacional amb la selecció de futbol de Portugal. Actualment és el director esportiu de l'AEK Atenes.
Va començar i va passar la major part de la seva carrera professional al FC Porto, on va guanyar un total de nou títols i va participar en 171 partits oficials. També va guanyar trofeus a Rússia amb el Zenit Saint Petersburg, i a Turquia amb el Fenerbahçe.
Internacional amb Portugal des de 2007, Alves va representar el país en tres Copes del Món, tres Campionats d'Europa i una Copa Confederacions, guanyant l'Euro 2016 i assolint 96 internacionalitats en total.